# Боз, Алина
Али́на Боз (тур. Alina Boz; род. 14 июня 1998, Москва) — турецкая актриса

 кино и телевидения.

## Ранние годы
Алина Боз родилась 14 июня 1998 года в Москве (Россия) в семье турка Шенола Боза и русской Ольги Боз. Отец Боз работает профессиональным экскурсоводом; мать, инженер-экономист по образованию, — фотографом. Её бабушка и дедушка по отцовской линии принадлежали к тюркскому меньшинству в Болгарии, а затем иммигрировали в Турцию. Когда Боз было семь лет, её семья переехала в Стамбул из-за новой работы отца. Там она выучила турецкий язык и пошла в начальную школу. После переезда начала заниматься танцами и увлеклась театром. Боз окончила отделение бортового обслуживания частной авиационной средней школы Gökjet и театральный факультет Университета Кадира Хаса.

## Карьера
Прежде чем начать актёрскую карьеру, Боз работала моделью в рекламе и журналах. Она снялась в рекламе Avea с Атой Демирером, а в 2010 году стала лицом обложки журнала Heygirl вместе со своим однофамильцем Муратом Бозом.
Боз начала актёрскую карьеру в 2013 году, сыграв роль Джанан в ситкоме «Храбрая медсестра». С 2014 по 2017 год она играла роль Хазал Гюрпынар в телесериале «Вдребезги». В 2017 году сыграла роль принцессы Анастасии Романовой в эпизоде телесериала «Моя Родина — это ты». С 2018 по 2019 год играла роль Азры Гюнеш в телесериале «Не отпускай мою руку». В 2021 году сыграла роль Махур Тюрель в телесериале «Марашанец».

## Личная жизнь
Боз говорит на турецком, русском и английском языках.
С 2017 по 2023 год Боз состояла в отношениях с музыкантом и актёром Митхатом Джаном Озером, сыном певицы Сезен Аксу. Со 2 декабря 2023 года она замужем за кинематографистом Умутом Эвиргеном, с которым встречалась около полугода до свадьбы.
В сентябре 2020 года Боз заразилась коронавирусом вместе со своими коллегами по сериалу «Любовь для начинающих» Кубилаем Акой и Ипек Филиз Языджи.

## Фильмография
| Год       |     | Русское название          | Оригинальное название | Роль                         |
| --------- | --- | ------------------------- | --------------------- | ---------------------------- |
| 2013      | с   | Храбрая медсестра         | Cesur Hemşire         | Джанан                       |
| 2014—2017 | с   | Вдребезги                 | Paramparça            | Хазал Гюрпынар               |
| 2016      | ф   | Не убегай, брат           | Kaçma Birader         | Мелис Кахведжи               |
| 2017      | ф   | Рота                      | Bölük                 | Эйлюль                       |
| 2017      | мс  | Сад Севды                 | Sevda'nın Bahçesi     | Дефне                        |
| 2017      | с   | Моя Родина — это ты       | Vatanım Sensin        | Принцесса Анастасия Романова |
| 2018—2019 | с   | Не отпускай мою руку      | Elimi Bırakma         | Азра Гюнеш / Челен           |
| 2020—2021 | с   | Любовь для начинающих     | Aşk 101               | Эда Караджаоглу              |
| 2021      | с   | Марашанец                 | Maraşlı               | Махур Тюрель                 |
| 2022      | кор | День, когда умер мой отец | Babamın Öldüğü Gün    | Хале                         |
| 2022      | ф   | Ракетный клуб Бандырмы    | Bandırma Füze Kulübü  | Лейла                        |
| 2022      | с   | Сказка феи                | Bir Peri Masalı       | Зейнеп Киледжи / Мелис       |
| 2022      | ф   | Канун Нового года         | Yılbaşı Gecesi        | Ада                          |

## Видеоклипы
- 2017 — Огузхан Коч — «Küsme Aşka»[15]
- 2022 — Mor ve Ötesi — «Adamın Dibi»[16]

## Награды и номинации
| Год  | Премия                                         | Категория                                   | Работа                | Результат |
| ---- | ---------------------------------------------- | ------------------------------------------- | --------------------- | --------- |
| 2015 | Премия Университета Мармары                    | Лучший молодая актриса                      | Вдребезги             | Победа    |
| 2015 | Премия газеты Ayaklı                           | Восходящая звезда                           | Вдребезги             | Победа    |
| 2015 | Премия бренда Турции                           | Лучшая актриса-новичок                      | Вдребезги             | Победа    |
| 2016 | Международная премия Индонезии                 | Лучшая международная актриса                | Вдребезги             | Победа    |
| 2017 | Премия Стамбульского технического университета | Лучшая женская роль                         | Вдребезги             | Победа    |
| 2017 | Премия газеты Ayaklı                           | Лучшая женская роль (фильм)                 | Рота                  | Победа    |
| 2017 | Премия бренда Турции                           | Лучшая киноактриса                          | Рота                  | Победа    |
| 2017 | Премия ELLE Style                              | Лучшая роль                                 | Вдребезги             | Победа    |
| 2017 | Молодёжная премия Турции                       | Лучшая киноактриса                          | Рота                  | Победа    |
| 2018 | Премия граждан TRT WORLD                       | Лучшая киноактриса                          | Рота                  | Победа    |
| 2018 | Венецианская телевизионная премия              | Лучшая молодая актриса                      | Вдребезги             | Победа    |
| 2019 | Золотая бабочка                                | Яркая звезда                                | Не отпускай мою руку  | Победа    |
| 2020 | Испанская премия GLAAD Media                   | Лучшая пара в иностранном фильме            | Рота                  | Победа    |
| 2020 | Золотая пальмовая ветвь                        | Лучшая актриса (цифровой сериал)            | Любовь для начинающих | Победа    |
| 2020 | Испанская премия PTE                           | Лучшая зарубежная актриса (цифровой сериал) | Любовь для начинающих | Победа    |
| 2020 | Человек года GQ Турция                         | Восходящая звезда                           | Любовь для начинающих | Победа    |
| 2020 | Премия Yeditepe Dilek                          | Лучшая пара (цифровой сериал)               | Любовь для начинающих | Победа    |
| 2021 | Премия газеты Ayaklı                           | Лучшая женская роль (цифровой сериал)       | Любовь для начинающих | Победа    |
| 2021 | Премия VIDDIZI                                 | Самая успешная актриса                      | Марашанец             | Победа    |
| 2021 | Премия Yeditepe Dilek                          | Лучшая женская роль                         | Марашанец             | Победа    |
| 2021 | Премия Yeditepe Dilek                          | Лучшая пара в сериале (Махур и Джеляль)     | Марашанец             | Победа    |
| 2021 | Премия журнала Quality                         | Актриса высшего качества                    | Марашанец             | Победа    |
| 2021 | Премия бренда Турции                           | Лучшая актриса                              | Марашанец             | Победа    |
| 2021 | Премия Цифрового искусства, кино и телевидения | Лучшая драматическая актриса                | Марашанец             | Победа    |
| 2022 | Премия Produ                                   | Лучшая женская роль в зарубежном сериале    | Марашанец             | Победа    |

Полный список наград и номинаций см. здесь